# Associação de Futebol de Leiria
Associação de Futebol de Leiria (AFL) é o organismo que tutela as competições, clubes e atletas do Distrito de Leiria. A 5 de janeiro de 2014 a AF Leiria venceu a Taça das Regiões da FPF de 2013-14 e irá representar Portugal na Taça das Regiões da UEFA de 2015, a partir de 25 de setembro de 2014.
A Associação foi criada em 1929, pelos seguintes 4 clubes: Sport Clube Escolar Bombarralense, Caldas Sport Clube, Grupo Desportivo "Os Nazarenos" e Atlético Clube Marinhense.

## Sede
A Associação de Futebol de Leiria é sediada em Leiria na Rua Manuel Ribeiro de Oliveira.

## Competições
Actualmente, a Associação de Futebol de Leiria organiza vários Campeonatos Distritais de Futebol e Futsal.
| - Atlético Clube Marinhense - Associação Desportiva de Figueiró dos Vinhos - Associação Recreativa das Meirinhas - Beneditense - Clube Desportivo Pataiense - Ginásio Clube Alcobaça - Grupo Desportivo Guiense - Grupo Desportivo Os Nazarenos - Grupo Desportivo Pelariga - Grupo Recreativo Amigos da Paz - GRAP - Sport Clube Leiria e Marrazes - Sporting Clube de Pombal - Peniche - U.Leiria | - ARCUDA - Associação Recreativa e Cultural Desportiva de Albergaria dos Doze - Associação Cultural e Desportiva de Caseirinhos - Associação Desportiva Recreativa de Moita do Boi - Associação Recreativa e Desportiva da Ranha - Clube de Caçadores de Ansião - Grupo Alegre e Unido - Atlético Clube Avelarense - Grupo Desportivo da Ilha - Motor Clube - Recreio Pedroguense - União Desportiva Recreativa Cultural Matamourisquense - Grupo Desportivo de Alvaiázere - Grupo Desportivo Atouguiense* Grupo Desportivo Recreativo Pousaflores - Industrial Desportivo Vieirense - Sport Clube Escolar Bombarralense - Sport Lisboa e Marinha - Associação Cultural e Recreativa de Maceirinha - Associação Cultural e Recreativa Nadadouro - Centro Cultural e Recreativo de Alqueidão da Serra - Clube Os Democratas Recreativo Outeirense - Grupo Desportivo e Recreativo da Boavista - Grupo Desportivo e Recreativo Cultural Os Unidos - Grupo Desportivo Os Vidreiros - Grupo Desportivo de Santo Amaro - Sport União Alfeizerense |

## Antigos participantes
Outros clubes que competiram nos campeonatos distritais:
- União Desportiva da Serra
- Biblioteca Instrução e Recreio
- Clube Desportivo Moitense
- Grupo Desportivo da Praia da Vieira
- Sociedade Cultural e Recreativa Gaeirense
- Sociedade Desportiva Recreativa Pilado e Escoura
- Sport Castanheira de Pera e Benfica

## Competições AF de Leiria
| Season  | Campeonato de Honra "LizSport” | 1ª Divisão               | Taça                     | Supertaça António Vieira Ascenso |
| ------- | ------------------------------ | ------------------------ | ------------------------ | -------------------------------- |
| 2024/25 | União Serra                    | União De Pombal          |                          |                                  |
| 2023/24 | Sporting Clube Pombal          | Alegre e Unido           | União Serra              | União Serra                      |
| 2022/23 | Peniche                        | Valeo Nazaré             | Peniche                  | Sporting Clube Pombal            |
| 2021/22 | União Serra                    | Beneditense              | Portomosense             | Portomosense                     |
| 2020/21 | Peniche                        | Cancelado                | Cancelado                | Cancelado                        |
| 2019/20 | Cancelado                      | Cancelado                | Cancelado                | Cancelado                        |
| 2018/19 | Marinhense                     | Marinhense "B"           | Marinhense               | Marinhense                       |
| 2017/18 | Peniche                        | Mirense                  | Beneditense              | Peniche                          |
| 2016/17 | Marinhense                     | Os Vidreiros             | Sporting Clube Pombal    | Marinhense                       |
| 2015/16 | Alcobaça                       | Maceirinha               | Beneditense              | Alcobaça                         |
| 2014/15 | Peniche                        | Óbidos                   | Peniche                  | Peniche                          |
| 2013/14 | Sporting Clube Pombal          | Alvaiázere               | Sporting Clube Pombal    | Sporting Clube Pombal            |
| 2012/13 | Portomosense                   | U. Leiria “B”            | Caçadores Ansião         | Portomosense                     |
| 2011/12 | CCR Alqueidão da Serra         | SL Marinha               | Leiria e Marrazes        | Leiria e Marrazes                |
| 2010/11 | Alcobaça                       | ?                        | Portomosense             | Portomosense                     |
| 2009/10 | SC Escolar Bombarralense       | GRAP                     | Pataiense                | SC Escolar Bombarralense         |
| 2008/09 | Portomosense                   | Caçadores Ansião         | SC Escolar Bombarralense | SC Escolar Bombarralense         |
| 2007/08 | Peniche                        | Gaeirense                | Peniche                  | Peniche                          |
| 2006/07 | União Serra                    | Maceirinha               | Caçadores Ansião         | União Serra                      |
| 2005/06 | SC Escolar Bombarralense       | Pedroguense              | União Serra              | União Serra                      |
| 2004/05 | Alcobaça                       | SC Escolar Bombarralense | Alcobaça                 | União Serra                      |
| 2003/04 | Nazarenos                      | Guiense                  | União Serra              | Nazarenos                        |
| 2002/03 | Alqueidão Serra                | Caçadores Ansião         | SC Escolar Bombarralense | Alqueidão Serra                  |
| 2001/02 | União Serra                    | Sp. Estrada              | Sp. Estrada              | Sp. Estrada                      |
| 2000/01 | Alcobaça                       | Alcobaça                 | União Serra              | Alcobaça                         |
| 1999/00 | SC Escolar Bombarralense       | Caranguejeira            | Serrana                  | SC Escolar Bombarralense         |
| 1998/99 | Caranguejeira                  | Figueiró Vinhos          | Mirense                  | Caranguejeira                    |
| 1997/98 | União Serra                    | Vieirense                | GD Batalha               |                                  |
| 1996/97 | SC Escolar Bombarralense       | Pedroguense              | Leiria e Marrazes        |                                  |
| 1995/96 | Alcobaça                       | Alcobaça                 | Alqueidão Serra          |                                  |
| 1994/95 | Portomosense                   | Figueiró Vinhos          | Portomosense             |                                  |
| 1993/94 | 22 Junho Amor                  | Ramalhais                | Nazarenos                |                                  |
| 1992/93 | Alcobaça                       | Alcobaça                 | SC Escolar Bombarralense |                                  |
| 1991/92 | SL Marinha                     | GD Batalha               | Nazarenos                |                                  |
| 1990/91 |                                | Portomosense             | Vieirense                |                                  |
| 1989/90 |                                | Beneditense              | Beneditense              |                                  |
| 1988/89 |                                | Alfeizerense             | Caçadores Ansião         |                                  |
| 1987/88 |                                | 22 Junho Amor            | SL Marinha               |                                  |
| 1986/87 |                                | Vieirense                | 22 Junho Amor            |                                  |
| 1985/86 |                                | Leiria e Marrazes        | Leiria e Marrazes        |                                  |
| 1984/85 |                                | Usseira                  | Leiria e Marrazes        |                                  |
| 1983/84 |                                | Mirense                  | Mirense                  |                                  |
| 1982/83 |                                | Leiria e Marrazes        | Mirense                  |                                  |
| 1981/82 |                                | Atouguiense              | Mirense                  |                                  |
| 1980/81 |                                | SL Marinha               | SL Marinha               |                                  |
| 1979/80 |                                | Pombal                   | 1º Dezembro              |                                  |
| 1978/79 |                                | GD Batalha               | Pataiense                |                                  |
| 1977/78 |                                | Acurede                  | Maceirinha               |                                  |
| 1976/77 |                                | Nazarenos                | Condestável AC           |                                  |
| 1975/76 |                                | GD Batalha               | Mirense                  |                                  |
| 1974/75 |                                | Vieirense                | Vieirense                |                                  |
| 1973/74 |                                | Mirense                  | Vieirense                |                                  |
| 1972/73 |                                | Pombal                   | Mirense                  |                                  |
| 1971/72 |                                | Alcobaça                 | Alcobaça                 |                                  |
| 1970/71 |                                | SC Escolar Bombarralense | Vieirense                |                                  |
| 1969/70 |                                | Leiria e Marrazes        | Leiria e Marrazes        |                                  |
| 1968/69 |                                | Caldas                   | Caldas                   |                                  |
| 1967/68 |                                | U. Leiria                | Nazarenos                |                                  |
| 1966/67 |                                | Marinhense               | Peniche                  |                                  |
| 1965/66 |                                | Caldas                   | Marinhense               |                                  |
| 1964/65 |                                | Nazarenos                | Peniche                  |                                  |
| 1963/64 |                                | Caldas                   | Marinhense               |                                  |
| 1962/63 |                                | Caldas                   | Peniche                  |                                  |
| 1961/62 |                                | Mirense                  | Peniche                  |                                  |
| 1960/61 |                                | Mirense                  | Marinhense               |                                  |
| 1959/60 |                                | Nazarenos                | Peniche                  |                                  |
| 1958/59 |                                | Alcobaça                 |                          |                                  |
| 1957/58 |                                | Alcobaça                 |                          |                                  |
| 1956/57 |                                | SL Marinha               |                          |                                  |
| 1955/56 |                                | Alcobaça                 |                          |                                  |
| 1954/55 |                                | Marinhense               |                          |                                  |
| 1953/54 |                                | Alcobaça                 |                          |                                  |

## Clubes nos escalões nacionais
Na época 2016–17, a Associação de Futebol de Leiria tinha os seguintes representantes nos campeonatos nacionais:
- No Campeonato de Portugal:
  - Série E: União de Leiria
  - Série F: Caldas e Ginásio de Alcobaça

## Clubes Membros
| Nome Abreviado      | Sede                             | Nome oficial                                                                     | Divisião (nível)        | Taça de Portugal | Outra informação |
| ------------------- | -------------------------------- | -------------------------------------------------------------------------------- | ----------------------- | ---------------- | ---------------- |
| Alegre e Unido      | Bajouca, Leiria                  | Grupo Alegre e Unido                                                             | Distritais (5)          | 0                |                  |
| Alfeizerense        | Alfeizerão                       | Sport União Alfeizerense                                                         | Distritais (5)          | *                |                  |
| Alqueidão da Serra  | Alqueidão da Serra, Porto de Mós | Centro Cultural e Recreativo Alqueidão da Serra                                  | Distritais (5)          | *                |                  |
| Alvaiázere          | Alvaiázere                       | Grupo Desportivo de Alvaiázere                                                   | Distritais (5)          | 0                |                  |
| Ansião              | Ansião                           | Clube dos Caçadores de Ansião                                                    | Distritais (5)          | *                |                  |
| ARCUDA              | Albergaria dos Doze, Pombal      | Associação Recreativa e Cultural Desportiva de Albergaria dos Doze               | Distritais (5)          | 0                |                  |
| Atouguiense         | Atouguia da Baleia, Peniche      | Grupo Desportivo Atouguiense                                                     | Distritais (5)          | *                |                  |
| Avelarense          | Avelar, Ansião                   | Atlético Clube Avelarense                                                        | Distritais (5)          | 0                |                  |
| Beneditense         | Benedita, Alcobaça               | Associação Beneditense de Cultura e Desporto                                     | Distritais (4)          | * *              |                  |
| Boavista            | Boavista, Leiria                 | Grupo Desportivo e Recreativo da Boavista                                        | Distritais (5)          | 0                |                  |
| Bombarralense       | Bombarral                        | Sport Clube Escolar Bombarralense                                                | Distritais (5)          | * *              |                  |
| Caldas              | Caldas da Rainha                 | Caldas Sport Clube                                                               | Campeonato Nacional (3) | * * *            |                  |
| Caseirinhos         | Pombal                           | Associação Cultural e Desportiva dos Caseirinhos                                 | Distritais (5)          | 0                |                  |
| Figueiró dos Vinhos | Figueiró dos Vinhos              | Associação Desportiva de Figueiró dos Vinhos                                     | Distritais (4)          | *                |                  |
| Ginásio Alcobaça    | Alcobaça                         | Ginásio Clube Alcobaça                                                           | Distritais (4)          | * *              |                  |
| Guiense             | Guia, Pombal                     | Grupo Desportivo Guiense                                                         | Distritais (4)          | * *              |                  |
| GRAP                | Pousos, Leiria                   | Grupo Recreativo Amigos da Paz                                                   | Distritais (4)          | 0                |                  |
| Ilha                | Ilha, Pombal                     | Grupo Desportivo da Ilha                                                         | Distritais (5)          | 0                |                  |
| Leiria e Marrazes   | Marrazes, Leiria                 | Sport Clube Leiria e Marrazes                                                    | Distritais (4)          | * *              |                  |
| Lisboa e Marinha    | Marinha Grande                   | Sport Lisboa e Marinha                                                           | Distritais (5)          | 0                |                  |
| Maceirinha          | Maceira, Leiria                  | Associação Cultural e Recreativa Maceirinha                                      | Distritais (5)          | *                |                  |
| Marinhense          | Marinha Grande                   | Atlético Clube Marinhense                                                        | Distritais (4)          | * *              |                  |
| Mata Mourisquense   | Mata Mourisca, Pombal            | Uniao Desportiva Recreativa Cultural Mata Mourisquense                           | Distritais (5)          | 0                |                  |
| Meirinhas           | Meirinhas, Pombal                | Associação Recreativa de Meirinhas                                               | Distritais (4)          | 0                |                  |
| Moita do Boi        | Louriçal, Pombal                 | Associação de Promoção Social, Desportiva, Recreativa e Cultural da Moita do Boi | Distritais (5)          | 0                |                  |
| Motor Clube         | Monte Redondo, Leiria            | Motor Clube                                                                      | Distritais (5)          | 0                |                  |
| Nadadouro           | Nadadouro, Caldas da Rainha      | Associação Cultural Recreativa Nadadouro                                         | Distritais (5)          | 0                |                  |
| Nazarenos           | Nazaré                           | Grupo Desportivo Nazarenos                                                       | Distritais (4)          | * *              |                  |
| Os Vidreiros        | Marinha Grande                   | Grupo Desportivo «Os Vidreiros»                                                  | Distritais (5)          | *                |                  |
| Outeirense          | Carvide, Leiria                  | Clube Os Democratas Recreativo Outeirense                                        | Distritais (5)          | 0                |                  |
| Pataiense           | Pataias, Alcobaça                | Clube Desportivo Pataiense                                                       | Distritais (4)          | *                |                  |
| Pedroguense         | Pedrógão Grande                  | Recreio Pedroguense                                                              | Distritais (5)          | 0                |                  |
| Pelariga            | Pelariga, Pombal                 | Grupo Desportivo Pelariga                                                        | Distritais (4)          | 0                |                  |
| Peniche             | Peniche                          | Grupo Desportivo de Peniche                                                      | Distritais (4)          | * * *            |                  |
| Portomosense        | Porto de Mós                     | Associação Desportiva Portomosense                                               | Campeonato Nacional (3) | * *              |                  |
| Pousaflores         | Ansião                           | Grupo Desportivo Recreativo Pousaflores                                          | Distritais (5)          | 0                |                  |
| Ranha               | Vermoil, Pombal                  | Associação Desportiva da Ranha                                                   | Distritais (5)          | 0                |                  |
| Santo Amaro         | Ortigosa, Leiria                 | Grupo Desportivo Santo Amaro                                                     | Distritais (5)          | 0                |                  |
| Sp. Pombal          | Pombal                           | Sporting Clube de Pombal                                                         | Distritais (4)          | * *              |                  |
| U.Leiria SAD        | Leiria                           | União de Leiria                                                                  | Campeonato Nacional (3) | * * *            |                  |
| U.Leiria            | Leiria                           | União de Leiria                                                                  | Distritais (4)          | 0                |                  |
| Unidos              | Leiria                           | Grupo Desportivo, Recreativo e Cultural Unidos                                   | Distritais (5)          | 0                |                  |
| Vieirense           | Vieira de Leiria, Marinha Grande | Industrial Desportivo Vieirense                                                  | Distritais (5)          | * *              |                  |

Legenda
- 1-10 jogos na Taça de Portugal.     *
- 11-100 jogos na Taça de Portugal.  * *
- 101+ jogos na Taça de Portugal.     * * *

## Orgãos Sociais
Presidente :
Júlio João Carreira Vieira

Conselho de Disciplina :
Presidente : João Paulo Pedrosa Linhares
Vice-Presidente : Rui Manuel Oliveira Godinho
Conselho de Arbitragem :
Presidente : Manuel Faustino Benquerença
Vice-Presidente : José Afonso Pereira Ferreira Bernardino
Conselho Fiscal :
Presidente : Fernando Jesus Amado Santos
Vice-Presidente : Manuel Sobreiro Ferreira